# ببر سفید (رمان)
ببر سفید (به انگلیسی: The White Tiger) نام نخستین رمان آراویند آدیگا نویسنده هندی/استرالیایی است. او با این اثر، برنده جایزه ادبی من بوکر در سال ۲۰۰۸ شد. آدیگا قصد خود از نوشتن این رمان را پرداختن به شکاف گسترده میان ثروتمندان و فقیران که آن را مهم‌ترین مسئله موجود در هند عنوان کرده و آن را تلاشی برای ثبت صدای طبقه بزرگ پایین جامعه کشورش دانسته است.

## داستان
رمان «ببر سفید» روایتگر داستان پسرکی روستایی به نام بالرام هالوای است که پدرش سال‌ها کالسکه‌کش بوده اما او به‌جای ادامه راه پدر، چای‌فروشی را برمی‌گزیند. او پس از مهاجرت به دهلی نو، منافع خانواده‌اش را فدای منافع شخصی و رویاهایش می‌کند. بالرام در ادامه با تقلب، فساد و دروغ‌گویی پیشرفت می‌کند و سرانجام به فردی پست و جنایتکار تبدیل می‌شود.